# Třída Tokdo
Třída Tokdo je třída vrtulníkových výsadkových lodí Námořnictva Korejské republiky. Plavidla mohou provádět rychlé výsadky za horizont s pomocí vrtulníků a vznášedel, účastnit se humanitárních misí či velet bojovým svazům. Celkem byly postaveny dvě jednotky této třídy. Před stavbou dalších byla upřednostněna nová třída CVX. Jsou to vůbec největší válečné lodě jihokorejského námořnictva.

## Pozadí vzniku
Celkem byly postaveny dvě jednotky této třídy. Prototypovou jednotku Tokdo postavila loděnice Hanjin Heavy Industries & Construction v Pusanu. Tokdo byla do služby zařazena v červenci 2007. Kýl druhé jednotky byl založen 28. dubna 2017. Druhá jednotka Marado do služby vstoupila 28. června 2021.
Jednotky třídy Tokdo:
| Jméno             | Založení kýlu  | Spuštěna          | Vstup do služby  | Status  |
| ----------------- | -------------- | ----------------- | ---------------- | ------- |
| Tokdo (LPH-6111)  |                | 12. července 2005 | 3. července 2007 | aktivní |
| Marado (LPH-6112) | 28. dubna 2017 | 9. května 2018    | 28. června 2021  | aktivní |

## Konstrukce

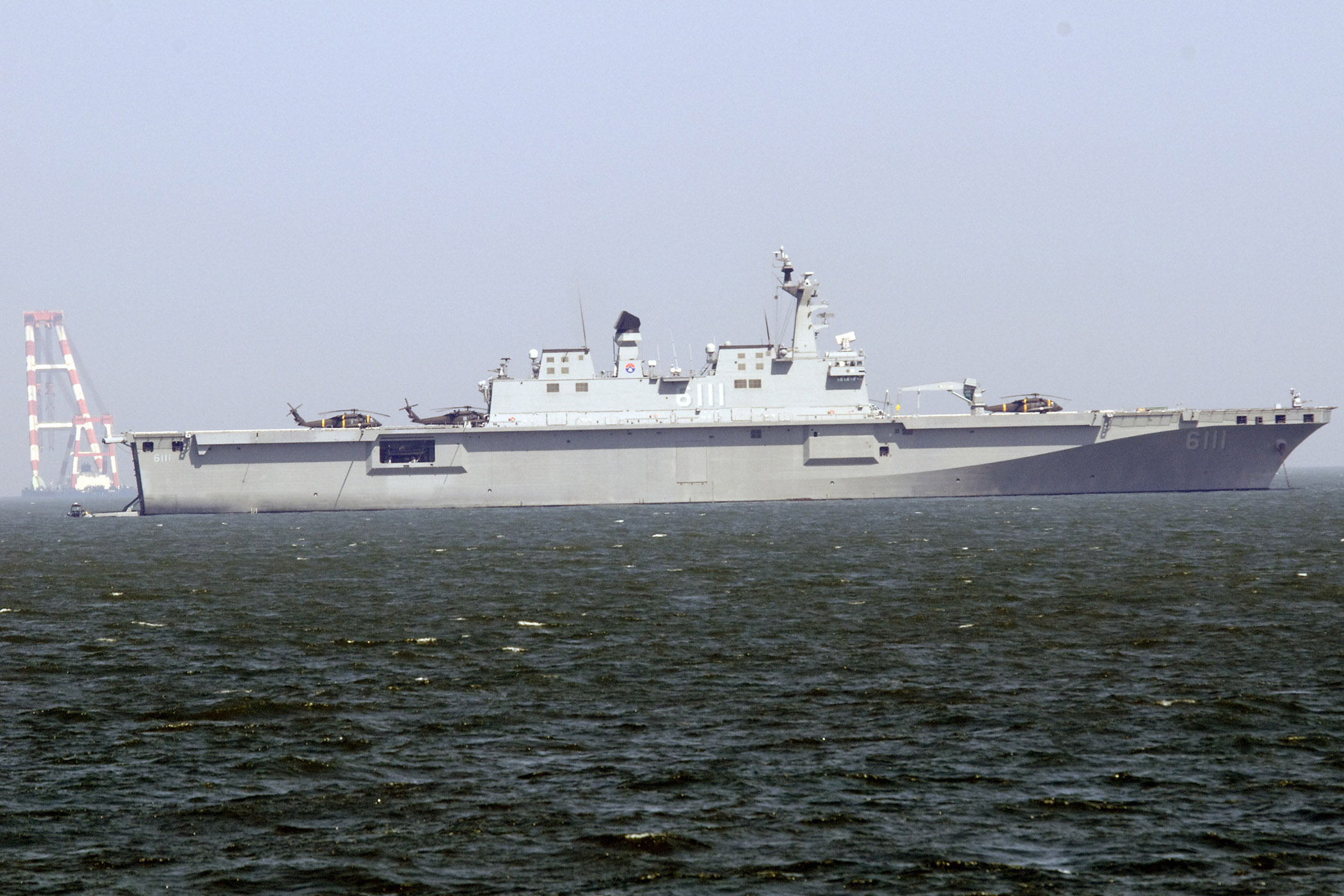
Tokdo (LPH-6111)

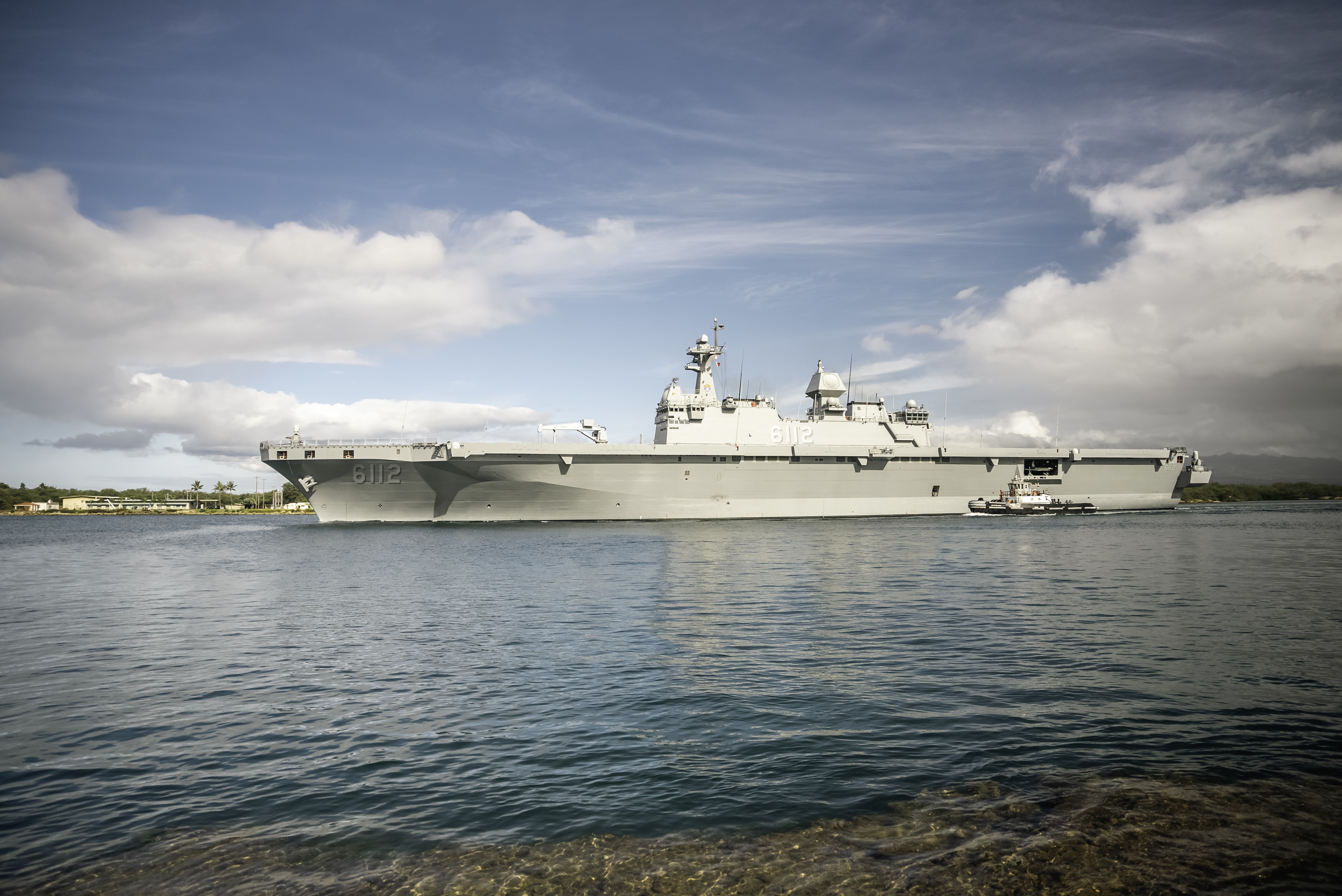
Marado (LPH-6112)

Plavidlo této třídy může nést až patnáct vrtulníků (nyní Seahawk, probíhá vývoj speciální verze domácího typu KAI KUH-1 Surion), 700 vojáků námořní pěchoty, 10 obrněných vozidel, 200 dalších vozidel a dvě výsadková vznášedla třídy Solgae. Obrannou výzbroj tvoří dva 30mm kanónové systémy blízké obrany Goalkeeper a jeden jednadvacetinásobný raketový systém blízké obrany RIM-116 RAM. Pohonný systém tvoří čtyři diesely SEMT Pielstick 16 PC2.5 STC. Nejvyšší rychlost dosahuje 23 uzlů.

### Modifikace
Výzbroj druhé jednotky Marado měl posílit domácí protiletadlový raketový komplet Häkung.